# Hista boisduvali
Hista boisduvali är en fjärilsart som beskrevs av Walker 1854. Hista boisduvali ingår i släktet Hista och familjen Castniidae. Inga underarter finns listade i Catalogue of Life.